# Joseph Larmor
Joseph Larmor (Magheragall, 11 luglio 1857 – County Down, 19 maggio 1942) è stato un fisico e matematico irlandese.
Dal 1903 al 1932 fu docente all'Università di Cambridge. Si dedicò a problemi di fisica matematica, concentrandosi particolarmente sull'elettromagnetismo.
Durante i suoi studi enunciò il principio della precessione di Larmor, secondo il quale il piano dell'orbita di una carica elettrica che percorre una traiettoria chiusa acquista un orientamento preferenziale in presenza di un campo magnetico, inoltre nel 1897 formulò l'equazione di Larmor la quale descrive la potenza della radiazione emessa da una particella carica non relativistica  quando la particella subisce una variazione di velocità.
Nel 1900 Larmor pubblicò il volume Etere e materia.